# فارانو
فارانو (انگلیسی: Furuno) شرکت الکترونیک ژاپنی است، که در سال ۱۹۳۸ تأسیس شد.